# سلیم طلایی خاوری

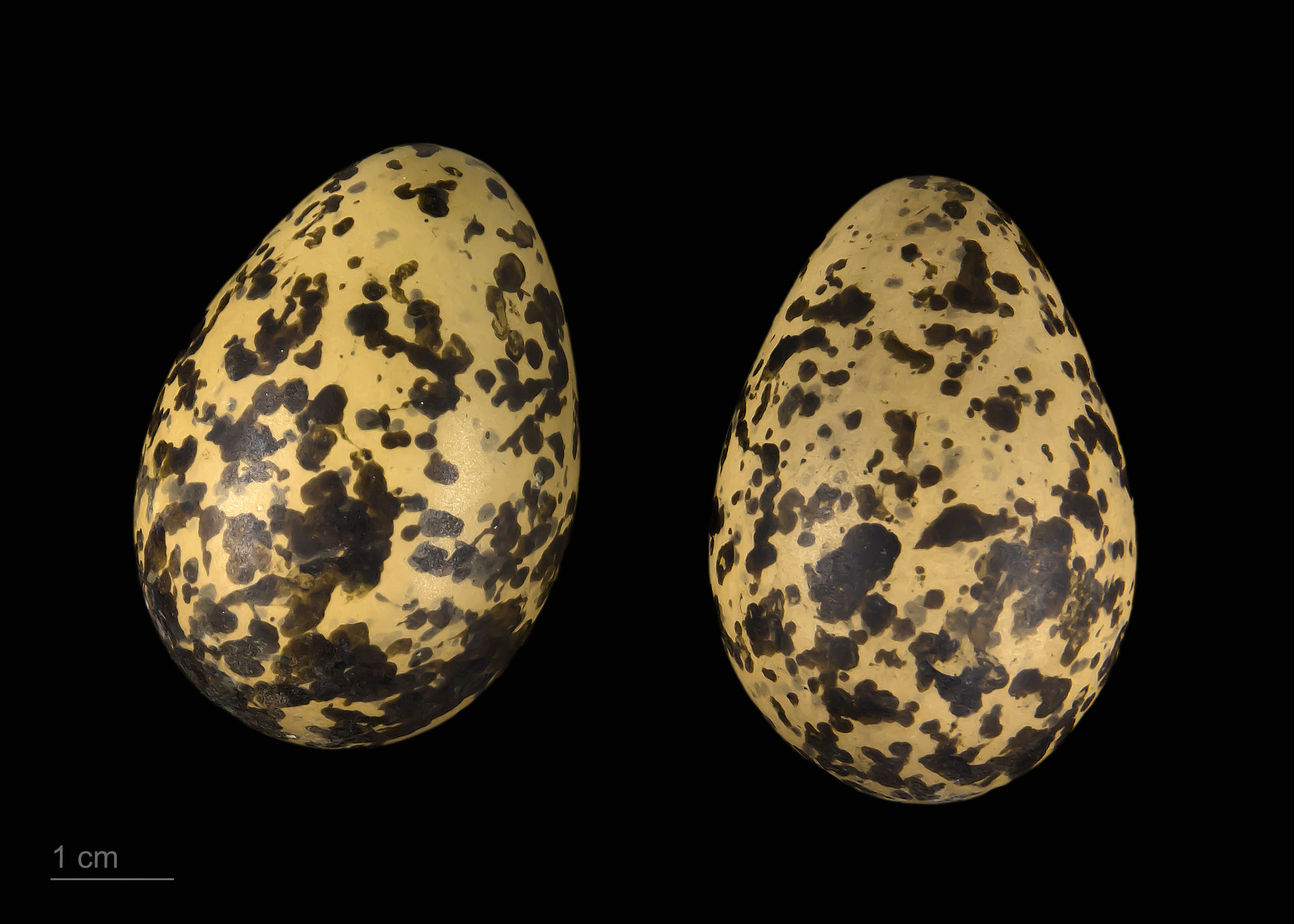
Pluvialis fulva

سلیم طلایی خاوری (نام علمی: Pluvialis fulva) یک پرنده کنارآبچر از تیره سلیمیان است. این پرنده در زمستان به آسیای جنوبی و استرالزی کوچ می‌کند.

## توصیف ظاهری
طول بدن سلیم طلایی خاوری ۲۴ سانتی‌متر است و دارای دودیسی جنسی نیست. این پرنده از سلیم طلای کوک‌تر و اندکی لاغرتر است؛ پاهای بلندتر، سر به نسبت بزرگتر، و بال‌های باریک‌تری دارد که در حالت بسته نوک آن‌ها از انتهای دم تجاوز می‌کند. در همهٔ فصل‌ها سطح زیرین بال‌های آن نخودی یره و پرهای زیر بغلش خاکستری است. سلم طلایی خاوری در تابستان در سطح پشتی و در سطح شکمی خود رنگ سیاه بیشتری دارد و بر خلاف سلیم طلایی معمولاً سفیدی پهلوها را ندارد.

## زیستگاه
این پرنده در سواحل گلی دریا، مراتع باز و کشتزارها زندگی می‌کند. در ایران، به صورت سرگردان، دیده شده است و در کرانه‌های جنوبی کشور به تعداد اندک زمستان‌گذرانی می‌کند.